# اگر الان مرا ترک کنی
اگر الان مرا ترک کنی (انگلیسی: If You Leave Me Now) آهنگ از خواننده آمریکایی چارلی پوث ب همراه گروه بویز II من که به وسیله آتلانتیک رکوردز ضبط و در ۵ ژانویه ۲۰۱۸ منتشر شد.